# Auguste Bravais

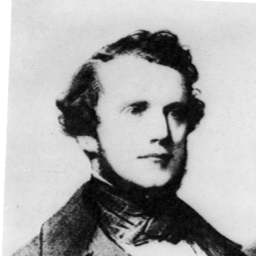
Auguste Bravais (ca. 1850)

Auguste Bravais (* 23. August 1811 in Annonay, Frankreich; † 30. März 1863 in Le Chesnay) war ein französischer Physiker und Kristallograph.

## Leben und Wirken
Bravais beendete seine klassische Ausbildung am Collège Stanislas in Paris mit dem Abschluss 1827 und nach einem nationalen Wettbewerb 1829, auf dem er den ersten Preis in Mathematik erhielt, an der École polytechnique, wo er ebenfalls als einer der Besten abschnitt. Darauf konnte er sich sein späteres Betätigungsfeld aussuchen und wählte die französische Marine. 1832 wurde er abgeordnet, die Küste von Algerien zu kartieren. Veröffentlichungen über Botanik führten 1835 zu seiner Aufnahme in die Société Philomathique de Paris. Er erhielt seinen Doktor 1837 von der Universität Lyon. Bravais unternahm weit gefächerte Forschungen auf den Gebieten der Botanik, der Astronomie, der Mineralogie und der Physik. 1841 wurde er Professor für Astronomie in Lyon, 1845 Professor für Physik an der École Polytechnique in Paris. Dort begann er sich mit Kristallsymmetrie zu befassen.
Auguste Bravais zeigte 1849, dass es im dreidimensionalen Raum nur 14 Elementar- oder Einheitszellen der Kristalle gibt (Bravais-Gitter), die folgende Eigenschaften besitzen:
1. Die Einheitszelle ist die einfachste sich wiederholende Einheit in einem Kristall.
2. Gegenüberstehende Flächen einer Einheitszelle sind parallel.
3. Der Rand der Einheitszelle verbindet äquivalente Stellen.

In der Entdeckung der Bravais-Gitter hatte er, wie sich später herausstellte, Vorläufer in Moritz Frankenheim 1826 und Johann Hessel 1830. Bravais war allerdings der erste, der einen strengen Beweis veröffentlichte und der weite wissenschaftliche Aufmerksamkeit fand.
1866 arbeitete er die Beziehungen zwischen dem idealen Gitter und den realen Kristallen heraus. Bravais' Arbeiten waren die mathematische und konzeptionelle Grundlage für die spätere Entdeckung der Röntgenstreuungsexperimente von Max von Laue, die 1912 zur Bestimmung der Kristallstrukturen führten. Bravais trat 1854 in die Akademie der Wissenschaften in Paris ein, musste aber zwei Jahre darauf wegen Krankheit von allen Ämtern zurücktreten. Seit 1853 war er korrespondierendes Mitglied der Bayerischen Akademie der Wissenschaften.